# Mashkūl
Mashkūl (persiska: مشكول, اَبوَر, مَشگول, Mashkyul’) är en ort i Iran.   Den ligger i provinsen Ardabil, i den nordvästra delen av landet, 300 km nordväst om huvudstaden Teheran. Mashkūl ligger 1 542 meter över havet och antalet invånare är 165.
Terrängen runt Mashkūl är kuperad norrut, men söderut är den bergig. Runt Mashkūl är det ganska glesbefolkat, med 38 invånare per kvadratkilometer. Närmaste större samhälle är Hashatjīn, 18,0 km sydost om Mashkūl. Trakten runt Mashkūl består i huvudsak av gräsmarker.